# Коста, Гал
Мария да Граса Коста Пенна Бургос (порт. Maria da Graça Costa Penna Burgos; 26 сентября 1945, Салвадор — 9 ноября 2022, Сан-Паулу), более известна как Гал Коста (порт. Gal Costa) — бразильская певица, получившая известность благодаря участию в движении тропикалия в конце 60-х годов. Кавалер ордена «За заслуги в культуре» (2010). Командор ордена Риу-Бранку (2023, посмертно).

## Дискография
- Domingo (1967)
- Tropicalia ou Panis et Circencis (1968)
- Gal Costa (1969)
- Gal (1969)
- Legal (1970)
- Índia (1973)
- Cantar (1974)
- Gal Canta Caymmi (1976)
- Caras & Bocas (1977)
- Água Viva (1978)
- Gal Tropical (1979)
- Aquarela do Brasil (1980)
- Fantasia (1981)
- Minha Voz (1982)
- Baby Gal (1983)
- Profana (1984)
- Bem Bom (1985)
- Lua de Mel Como o Diabo Gosta (1987)
- Plural (1990)
- Gal (1992)
- O Sorriso do Gato de Alice (1993)
- Mina d'Água do Meu Canto (1995)
- Aquele Frevo Axé (1998)
- Gal de Tantos Amores (2001)
- Bossa Tropical (2002)
- Todas as Coisas e Eu (2003)
- Hoje (2005)
- Recanto (2011)
- Estratosférica (2015)
- A Pele Do Futuro (2018)